# Route 24 (Manitoba)
La Route 24 (PTH 24) est une route provinciale du Manitoba. C'est une route ouest / est reliant la route 83 près de Miniota à la route 10 / route 262 entre Brandon et Minnedosa, en passant par Oak River et Rapid City.

## Description du tracé
La route 24 débute à la jonction avec la route 83 au sud de Miniota. Elle se dirige vers l'est en passant par Arrow River et Crandall. Plus à l'est, au sud de Hamiota, la route 24 croise la route 21. Elle continue vers l'est jusqu'à Rapid City, puis, complète son tracé alors qu'elle Tremaine, au sud de Minnedosa. La route prend fin à la jonction de la route 10 et se poursuit vers l'est comme route 262, laquelle bifurquera vers le nord pour atteindre Minnedosa.

## Intersections majeures
| Division                                      | Ville      | km    | Destinations                                                     | Notes                                      |
| --------------------------------------------- | ---------- | ----- | ---------------------------------------------------------------- | ------------------------------------------ |
| No. 15                                        | Miniota    | 0,00  | PTH-83 – Birtle, Virden                                          |                                            |
| No. 15                                        |            | 9,00  | Traverse la rivière Arrow                                        | Traverse la rivière Arrow                  |
| No. 15                                        | Quadra     | 13,00 | PR 474 nord – Isabella                                           | Terminus sud de la PR 474                  |
| No. 15                                        |            | 18,00 | PR 264 nord – Crandall                                           | Terminus sud de la PR 264                  |
| No. 15                                        |            | 31,00 | PTH-21 – Hamiota, Griswold                                       |                                            |
| No. 15                                        |            | 43,00 | PR 354 sud – Bradwardine                                         | Terminus ouest du multiplex avec la PR 354 |
| No. 15                                        | Oak River  | 45,00 | PR 354 nord – Strathclair                                        | Terminus est du multiplex avec la PR 354   |
| No. 15                                        |            | 46,00 | Traverse la rivière Oak                                          | Traverse la rivière Oak                    |
| No. 15                                        |            | 58,00 | PR 250 – Newdale, Rivers                                         |                                            |
| No. 15                                        |            | 73,00 | PR 270 nord – Brasswood                                          | Terminus ouest du multiplex avec la PR 270 |
| No. 15                                        | Rapid City | 75,00 | Traverse la rivière Little Saskatchewan                          | Traverse la rivière Little Saskatchewan    |
| No. 15                                        | Rapid City | 75,00 | PR 270 sud                                                       | Terminus est du multiplex avec la PR 270   |
| No. 15                                        | Tremaine   | 82,00 | PTH-10 (John Bracken Highway) / PR 262 nord – Minnedosa, Brandon | La PTH-24 est devient la PR 262 nord       |
| - Terminus de multiplex - Transition de route |            |       |                                                                  |                                            |